# 宣德
宣德（1426年—1435年）为中国明朝第五个皇帝明宣宗的年号，前后共10年。
宣德十年正月十日明英宗即位沿用，翌年改元正統。

## 大事记
- 創辦太監學堂，使太監能受到教育
- 宣德五年，鄭和第七次下西洋

## 藝術
此時期風格的特色為強調線條以及整體外觀對稱設計的青花瓷。厚重的藍色顏料呈現出深度及緊密度，表面釉料則有造成而不平整的效果。

## 公元纪年对照表
| 宣德 | 元年   | 二年   | 三年   | 四年   | 五年   | 六年   | 七年   | 八年   | 九年   | 十年   |
| ---- | ------ | ------ | ------ | ------ | ------ | ------ | ------ | ------ | ------ | ------ |
| 西元 | 1426年 | 1427年 | 1428年 | 1429年 | 1430年 | 1431年 | 1432年 | 1433年 | 1434年 | 1435年 |
| 干支 | 丙午   | 丁未   | 戊申   | 己酉   | 庚戌   | 辛亥   | 壬子   | 癸丑   | 甲寅   | 乙卯   |

## 參看
- 越南
  - 天慶（1426年－1428年）：交趾省—陳暠之年号
  - 順天（1428年－1434年）：后黎朝—太祖黎利之年号
  - 紹平（1434年－1440年）：后黎朝—太宗黎元龍之年号
- 日本
  - 应永（1394年－1428年）：后小松天皇、称光天皇之年號
  - 正长（1428年－1429年）：称光天皇、后花园天皇之年號
  - 永享（1429年－1441年）：后花园天皇之年號

## 深入閱讀
- 李崇智. . 北京: 中華書局. 2004年12月. ISBN 7101025129.
- 鄧洪波. . 臺北: 國立臺灣大學東亞經典與文化研究計劃. 2005年3月  [2021-11-26]. ISBN 9789860005189. （原始内容 (pdf)存档于2007-08-25）.

## 參看
- 中國年號索引
- 明朝年號列表
- 宣德 (消歧義)

| 前一年號： 洪熙 | 明朝年号 1426年－1435年 | 下一年號： 正统 |